# Briania kukensis
Briania kukensis är en stekelart som beskrevs av Boucek 1988. Briania kukensis ingår i släktet Briania och familjen puppglanssteklar.
Artens utbredningsområde är Papua Nya Guinea. Inga underarter finns listade.